# Lê Văn Sơn
Lê Văn Sơn (sinh ngày 20 tháng 12 năm 1996) là một cầu thủ bóng đá người Việt Nam hiện đang chơi ở vị trí Hậu vệ cánh phải cho câu lạc bộ Hoàng Anh Gia Lai.

## Danh hiệu

### Câu lạc bộ
Hoàng Anh Gia Lai
- Cúp Quốc gia:  2022